# (4103) Chahine
(4103) Chahine es un asteroide perteneciente al cinturón de asteroides, descubierto el 4 de marzo de 1989 por Eleanor F. Helin desde el Observatorio del Monte Palomar, Estados Unidos.

## Designación y nombre
Designado provisionalmente como 1989 EB. Fue nombrado Chahine en honor al físico líbano estadounidense Moustafa T. Chahine.